# Свети Никола (Горно Кърчища)
„Свети Никола“ (на албански: Kisha e Shën Kollit) е православен параклис, разположен в дебърското село Горно Кърчища, Албания. Част е от Тиранската и Драчка епархия.
Църквата е разположена близо до селото. В нея са запазени само фрагменти от оригиналната стенописна декорация. Оцеляла е и част от сигнатура на епископ, която е на славянски [...]ТИ СП[...], вероятно Свети Спиридон. Стилът на стенописите е наивен и близък до този на другата църква в селото „Свети Спас“ и може също да се датира в първата половина на XVI век. Поради лошото състояние на стенописите, обаче не може да се заключи дали са дело на същите майстори.